# Sainte-Honorine-la-Chardonne
Sainte-Honorine-la-Chardonne là một xã trong tỉnh Orne, vùng Normandie tây bắc nước Pháp. Xã Sainte-Honorine-la-Chardonne nằm ở khu vực có độ cao trung bình 235 mét trên mực nước biển.